# こちらお天気情報部
こちらお天気情報部（こちらおてんきじょうほうぶ）はテレビ東京関東ローカルにて、1996年4月5日～1997年9月26日の間、毎週金曜日17:00～17:30に放送した天気に関する情報番組。

## 概要
週末に向け、週末の天気を伝えていた他、洗濯、買い物、掃除など暮らしに係わる天気やゴルフ、ドライブ、花見、釣りなどのレジャー、スポーツに係わる天気をピンポイントで伝えていた。
第一回の放送では、梅津智史と競馬評論家の原良馬とで、桜花賞の展望を行っていた。
天気情報だけではなく各種情報も多く放送。温泉レポートを頻繁に放送していた他、季節の話題もふんだんに取り入れていた。
- 春 - 桜（1996年4月5日・1997年4月4日）、マス釣り（1996年5月10日）、梅の花（1997年2月14日）、桃の花（1997年2月28日）、春ワサビ（1997年3月21日）、蜃気楼（1997年3月28日）、タケノコ（1997年4月11日）、サザエ・山菜（1997年4月18日）、新茶（1997年5月2日）、潮干狩り（1997年5月9日）、カツオ（1997年5月16日）、シラス（1997年5月30日）
- 夏 - 七夕・ホタル・ウナギ（1996年7月5日）、カブトムシ（1996年7月26日）、カエル（1997年7月4日）、ウニ（1997年7月11日）、ラン（1997年7月18日）、花火（1997年7月25日）、かき氷（1997年8月1日）
- 秋 - マツタケ（1996年9月6日)、アユ（1996年9月13日他）、カキ・サンマ（1996年10月4日）、紅葉（1996年10月11日等多数）、菊の風呂（1996年11月1日・12月27日）、サケ（1996年11月22日）
- 冬 - あんこう鍋（1996年12月6日）、クリスマス（1996年12月13日・12月20日）、フグ釣り（1997年1月24日）、ツバキ（1997年1月31日）、ワカサギ漁（1997年2月7日）

以上などの情報を放送していた。
レジャー・スポーツではイルカ観賞（1996年5月3日・1997年6月6日）、ディズニー特集（1996年6月7日）、洞窟探検（1996年6月21日）、シャチ乗り（1996年6月28日）、カヌー（1996年8月2日）、ゾウガメ乗り（1996年8月23日）、スキー（1997年2月28日・3月7日）、ランドヨット（1997年6月20日・6月27日）、ビーチバレー（1997年8月15日）、リュージュ（1997年9月5日）、水上スキー（1997年9月12日）、パラグライダー（1997年9月19日）、スカイダイビング（1997年9月26日）などを特集、地方ロケも日光（1996年10月11日）、京都（1996年11月29日）、安曇野（1997年3月21日）、立山黒部アルペンルート（1997年4月25日）、赤城山（1997年5月16日）、尾瀬（1997年6月6日）、九十九里浜（1997年6月20日）、沖縄・久米島（1997年7月18日・7月25日）、長崎（1997年8月1日）など多く行っていた。

## 出演者
- 梅津智史（テレビ東京。当時はアナウンサー）
- 小高のりこ
- 矢玉みゆき（元テレビ東京アナウンサー、現在も気象予報士）
- 山形亜裕子（出演当時は局アナ、一時期にも出演復帰）
- 八塩圭子（同上）
- 小島秀公（テレビ東京アナウンサー、96年には梅津アナの代役）
- 黒田多加恵（山形、八塩両アナの後任。当時は局アナ）
- 斉藤一也（テレビ東京アナウンサー、97年に4度も登板その中で梅津夏休みの代役も）